# Stanisław Głąbiński (hokeista)
Stanisław Głąbiński (ur. 10 października 1920 w Nowym Targu, zm. 11 stycznia 1997 tamże) – polski hokeista występujący na pozycji napastnika, grał w latach 1943–1952 w Podhalu Nowy Targ, zdobywca pierwszej bramki dla tego klubu w pierwszym historycznym spotkaniu Podhala (z Olszą Kraków). Miał pseudonim „Dęta”. Trenował także piłkę nożną.